# پرو آگوایو جونیور
پرو آگوایو جونیور (انگلیسی: Perro Aguayo Jr.؛ ۲۳ ژوئیهٔ ۱۹۷۹ – ۲۱ مارس ۲۰۱۵) کشتی‌گیر کشتی حرفه‌ای اهل مکزیک بود.

## مرگ
در ۲۰ مارس ۲۰۱۵، پرو آگوایو جونیور در یک مسابقهٔ تگ تیم شرکت کرد و با مانیک در برابر ری میستریو جونیور و اکستریم تایگر در یک شوی کشتی حرفه‌ای برای پروموشن د کرش در تیخوانا، باخا کالیفرنیا، مکزیک رقابت کرد. در جریان مسابقه، میستریو از یک هدسیزرز تیک‌داون استفاده کرد که به گفتهٔ خودش، قرار بود آگوایو را به حالت اجرای فن ۶۱۹ روی طناب‌ها هدایت کند، اما به دلیلی نامشخص او به بیرون از رینگ پرتاب شد. آگوایو به رینگ بازگشت و میستریو با یک دراپ‌کیک به شانهٔ او ضربه زد تا او را بار دیگر برای اجرای فن معروفش، ۶۱۹، در موقعیت طناب میانی قرار دهد. آگوایو ظاهراً تلاش کرد تا با پای چپش بلند شود. سپس مانیک نیز روی همان طناب میانی کنار آگوایو افتاد؛ و زمانی که آگوایو بی‌حرکت و بیهوش به نظر می‌رسید، مانیک سعی کرد با تکان دادن او، بیدارش کند. میستریو از طناب میانی برگشت تا فن ۶۱۹ را اجرا کند، اما به هیچ‌کدام از حریفان برخورد نکرد، زیرا آگوایو پیش‌تر روی طناب خم شده بود و مانیک نیز سر خود را پایین آورده بود. در حالی که مسابقه ادامه داشت، کونان که کنار رینگ حضور داشت، سعی کرد آگوایو را با تکان دادن بیدار کند. مسابقه همچنان ادامه پیدا کرد و میستریو با مشاهدهٔ بی‌حرکتی آگوایو، توجه داور را به آن جلب کرد. سپس میستریو مانیک را در وسط رینگ پین کرد، در حالی که کونان مجدداً در تلاش بود تا آگوایو را احیا کند.
پس از پایان مسابقه، چند نفر به سراغ آگوایو رفتند چون تصور می‌کردند او فقط بیهوش شده و نیاز به کمک پزشکی دارد. سپس مسئولان او را از رینگ خارج کردند. وقتی آمبولانس رسید، آگوایو به بیمارستان محلی دل پرادو منتقل شد، جایی که حوالی ساعت ۱ بامداد ۲۱ مارس، مرگ او اعلام شد. آگوایو ۳۵ سال داشت.
بر اساس بیانیهٔ اولیهٔ بیمارستان، آگوایو به دلیل آسیب‌دیدگی مهره‌های گردن جان باخت، که گفته شد بر اثر همان دراپ‌کیکی بود که ری میستریو به او زد و باعث شد او به شدت به طناب‌ها برخورد کند و دچار شلاق گردن شدید شود که گردنش را شکست. علت نهایی مرگ، ایست قلبی اعلام شد که بر اثر سکتهٔ گردنی ناشی از شکستگی سه مهره گردن رخ داد. کالبدشکافی نشان داد که آگوایو جونیور مهره‌های C-1، C-2 و C-3 گردنش را شکسته بود. پزشک قانونی اعلام کرد که این شکستگی‌ها در دو لحظهٔ متفاوت از ضربه رخ داده و آگوایو تقریباً بلافاصله جان باخته است. ویدئویی از زاویهٔ دیگر که توسط یکی از تماشاگران گرفته شده، نشان می‌دهد که آگوایو پس از برخورد اولیه پای چپ خود را حرکت می‌دهد. آگوایو جونیور بلافاصله توسط پزشک معاینه نشد و به‌جای برانکارد، با یک صفحهٔ چوبی از رینگ خارج شد، که همین باعث انتقادهایی به برگزارکنندگان شد. با این حال، پزشک قانونی اعلام کرد که این موضوع تفاوتی در نتیجه نداشت. کمیسیون کشتی تیخوانا بعداً توضیح داد که پزشک در پشت صحنه مشغول درمان دو مصدوم دیگر بود، که یکی از آن‌ها آسیب‌دیدگی نخاعی داشت و نمی‌خواستند او را از برانکارد جدا کنند، به همین دلیل از صفحهٔ چوبی برای انتقال آگوایو استفاده شد. پزشکان بیش از یک ساعت تلاش کردند تا آگوایو را احیا کنند، اما موفق نشدند. در ۲۱ مارس، دادستان کل باخا کالیفرنیا تحقیقاتی را دربارهٔ مرگ آگوایو آغاز کرد، اما هیچ اتهام کیفری مطرح نشد.
آگوایو جونیور در ۲۳ مارس در گوادالاخارا به خاک سپرده شد و کونان و ری میستریو جونیور تابوت‌برداران او بودند. از احترام به آگوایو جونیور، میستریو بدون ماسک در مراسم حاضر شد. همسر میستریو گفت که او به‌عنوان یک انسان، نه یک کشتی‌گیر در مراسم شرکت کرد. میستریو بسیار ناراحت بود و با خانوادهٔ پرو روبه‌رو شد تا تسلیت بگوید. خانوادهٔ پرو به او گفتند: «احساس گناه نکن، این دست خدا بود، ما کاملاً درک می‌کنیم.» پس از مرگ او، «کمیسیون ورزش مجلس سنای مکزیک» طرحی با عنوان «قانون ایمنی ورزش در کشور» ارائه کرد.
بسیاری از پروموشن‌ها از جمله AAA، CMLL، د کرش، لوچا آندرگراند و لیگ جهانی کشتی (WWL) پس از مرگ آگوایو جونیور به او ادای احترام کردند. در ۹ اوت در تریپل‌مانیا XXIII، آگوایو جونیور وارد تالار مشاهیر AAA شد.